# أوستين هوبارت كلارك
أوستين هوبارت كلارك (بالإنجليزية: Austin Hobart Clark)‏ هو عالم حيوانات وعالم حشرات أمريكي، ولد في 17 ديسمبر 1880 في ويليسلي (ماساتشوستس) في الولايات المتحدة، وتوفي في 28 أكتوبر 1954 في واشنطن العاصمة في الولايات المتحدة.